# Tennis aux Jeux panaméricains de 2003
Navigation
1999 2007
Les compétitions de tennis aux Jeux panaméricains de 2003 ont lieu du 4 au 10 août 2003 à Saint-Domingue, en République dominicaine.

## Médaillés
| Simple messieurs | Fernando Meligeni (BRA)                       | Marcelo Ríos (CHI)                            | José de Armas (VEN)                          |  |  |  |
| Simple messieurs | Fernando Meligeni (BRA)                       | Marcelo Ríos (CHI)                            | Alex Kim (USA)                               |  |  |  |
| Double messieurs | Mexique Santiago González Alejandro Hernández | Chili Adrián García Marcelo Ríos              | Argentine Cristian Villagrán Carlos Berlocq  |  |  |  |
| Double messieurs | Mexique Santiago González Alejandro Hernández | Chili Adrián García Marcelo Ríos              | États-Unis Jeff Morrison Alex Bogomolov      |  |  |  |
|                  |                                               |                                               |                                              |  |  |  |
| Simple dames     | Milagros Sequera (VEN)                        | Sarah Taylor (USA)                            | Kristina Brandi (PUR)                        |  |  |  |
| Simple dames     | Milagros Sequera (VEN)                        | Sarah Taylor (USA)                            | Ansley Cargill (USA)                         |  |  |  |
| Double dames     | Brésil Bruna Colósio Joana Cortez             | Porto Rico Kristina Brandi Vilmarie Castellvi | Cuba Yamile Fors Guerra Yanet Núñez Mojarena |  |  |  |
| Double dames     | Brésil Bruna Colósio Joana Cortez             | Porto Rico Kristina Brandi Vilmarie Castellvi | Mexique Karin Palme Melissa Torres Sandoval  |  |  |  |

## Tableau des médailles
| Rang  | Nation     | Or | Argent | Bronze | Total |
| ----- | ---------- | -- | ------ | ------ | ----- |
| 1     | Brésil     | 2  | 0      | 0      | 2     |
| 2     | Mexique    | 1  | 0      | 1      | 2     |
| 2     | Venezuela  | 1  | 0      | 1      | 2     |
| 4     | Chili      | 0  | 2      | 0      | 2     |
| 5     | États-Unis | 0  | 1      | 3      | 4     |
| 6     | Porto Rico | 0  | 1      | 1      | 2     |
| 7     | Argentine  | 0  | 0      | 1      | 1     |
| 7     | Cuba       | 0  | 0      | 1      | 1     |
| Total | Total      | 4  | 4      | 8      | 16    |